# Lyas, Ardèche
Lyas är en kommun i departementet Ardèche i regionen Auvergne-Rhône-Alpes i sydöstra Frankrike. Kommunen ligger  i kantonen Privas som ligger i arrondissementet Privas. År 2022 hade Lyas 592 invånare.

## Befolkningsutveckling
Antalet invånare i kommunen Lyas
Referens: INSEE